# Robert Robinson
Sir Robert Robinson OM (Chesterfield, Derbyshire, 1886. szeptember 13. – Great Missenden, 1975. február 8.) angol szerves kémikus. 1947-ben megkapta a kémiai Nobel-díjat a növények színanyagainak és alkaloidjainak kutatásáért. 

## Tanulmányai
Robert Robinson 1886. szeptember 13-án született a derbyshire-i Chesterfield melletti Rufford farmon William Bradbury Robinson és második felesége, Jane Davenport gyermekeként. Apja első házasságából tíz gyerek származott, Robert pedig a másodikban született öt közül a legidősebb volt. William Robinson kötszerek gyártásával foglalkozott és saját maga tervezte meg a készítésükhöz és a csomagoláshoz szükséges gépeket.
Robert Chesterfieldben járt elemi iskolába és már ekkor megmutatkozott a három szenvedélye, amely egész életében elkísérte: a természeti jelenségek megfigyelése, a túrázás és a sakk. Utóbbit a szüleit látogató lelkészektől tanulta meg, ennek ellenére későbbi életében vallási szempontból szkeptikusnak mutatkozott.
Tizenkét éves korától a Leeds melletti Fulneck School bentlakásos iskolába járt. Érdekelte a matematika és szeretett volna ebben az irányban tovább tanulni, de apja inkább gyakorlati (főleg saját iparága) szempontból hasznosabb irányba küldte tovább és 1902-ben vegyészetet kezdett tanulni a Manchesteri Egyetemen. Korábban William Robinson egy enciklopédia cikke alapján sikertelenül próbált fehérítőműhelyt felállítani.
A Manchesteri Egyetem kémia tanszéke ekkor nemzetközi hírnévnek örvendett. Vezetője Harold Baily Dixon, a robbanóanyagok neves szakértője volt, a szerves kémiát pedig ifj. William H. Perkin (az első analinfesték felfedezőjének fia) oktatta. Robinson az utóbbi hatására választotta a szerves kémiát. Egy évfolyammal Robinson alatt járt a kémia szakra a leendő Nobel-díjas Norman Haworth is.  

## Munkássága
Az egyetem elvégzése után Perkin meghívta Robinsont a magánlaboratóriumába. Első jelentősebb közös munkájuk a brazilfa vörös színanyaga, a brazilin szerkezetének meghatározása volt. Perkin javaslatával szemben Robinson egy másik molekulaszerkezetet dolgozott ki és később kiderült, hogy neki volt igaza. A vegyülethez később is vissza-visszatért, utolsó cikkét 1974-ben, 68 évvel később írta a brazilinről. Robinson ezután több természetes eredetű vegyület kémiai szerkezetét tanulmányozta: a hematoxilint, a berberint, harmalint, harmint és a sztrichnint. Utóbbi különösen érdekelte, egyrészt mérgező mivolta miatt, de rendkívül nehéznek is bizonyult megfejteni a szerkezetét, csak az 1940-es évekre sikerült megoldania a problémát.
1910-ben már összegyűjtött annyi közleményt, hogy megkapja a doktori fokozatot és az egyetem bentlakásos tanári állást is adott neki. 1912-ben Robinson megnősült, majd röviddel később Ausztráliába költöztek, ahol a Sydney Egyetem felajánlotta neki az akkor létrehozott szerves kémiai professzori katedrát. Mint később megvallotta, döntésének fő oka nem a nagyobb fizetés vagy kutatási szabadság volt, hanem hogy bejárja az Új-Zélandi Alpok hegyláncait. Valamennyi szabadságát (akár három hónapot is egyhuzamban) Új-Zélandon töltötte és megmászta a Coronet Peak és a Mount Neeson-t a Déli, valamint a Mount Egmont-t az Északi-szigeten. Felesége szintén az egyetemen dolgozott demonstrátorként.
Sydney-i tartózkodása alatt kutatta az enolátok alkilálását, a katekol származékainak szintézisét és az eukaliptuszolajban található eudezmint. Megpályázta a Liverpooli Egyetem szerveskémia-professzori állást, amelyet - bár ő volt a legfiatalabb pályázó - el is nyert. 1915-ben az Egyesült Államokon keresztül hazatért és a következő év januárjában kezdte el a munkát Liverpoolban. Az egyetem is igyekezett hozzájárulni az első világháborús erőfeszítésekhez és segítették az olyan robbanóanyagok, mint a TNT és pikrinsav gyártását. Robinson a gyógyászatban alkalmazott és hiánycikknek számító alkaloidok szintézisét vizsgálta és hamarosan sikerült kidolgoznia egy egyszerű módszert a tropinon (az atropinnal és kokainnal rokon szerkezetű anyag) készítésére. A morfin és odein előállítására igyekezett megfelelő technológiát kidolgozni. 1917-ben tagja lett egy tanácsadó bizottságnak, amely az akadémiai kutatások ipari felhasználását igyekezett felgyorsítani. Ennek kapcsán feltalált egy új módszert az oktanol gyártására, amelyet elsősorban detergensek előállítására használtak. 

A sztrichnin szerkezete

A háború után a brit kormány létrehozott egy állami festékgyártó vállalatot, hogy megvédje az angol gazdaságot az erős német vegyipar konkurenciájától. 1920-ban Robinson lemondott a katedrájáról és elvállalta a British Dyestuffs Corporation kutatási igazgatói pozícióját. A menedzserek intrikái és belharca miatt azonban otthagyta a céget és 1921-ben megpályázta a skóciai St Andrews University kémiaprofesszori székét. Bár Skóciában jól érezte magát, egy évvel később a Manchesteri Egyetemen megürült a szerveskémia-professzori állás, amelyet Robinsonnak sikerült elnyernie.
Manchesterben sikerült egy jól működő műhelyt kialakítania, ahol munkatársaival az antociánokkal és az alkaloidokkal dolgozott, és James Wilson Armittal közösen új kötésstruktúrát javasolt a benzolra; az addig használt Kekulé-féle váltakozó egyes-kettős kötések helyett, véleményük szerint, három elektron egy delokalizált stabilizáló kötést alkot a benzolgyűrűben. Elméletüket a kortársak nem fogadták el, de mint később kiderült, jó úton voltak a molekulapályák felfedezéséhez. 1925-ben meghatározta a morfin szerkezetét.
Robinson 1928-tól a University College London tanára lett és folytatta korábbi munkáit az antociánokkal és a brazilin szerkezetmeghatározásával. Alig egy évvel később meghalt korábbi mentora, William Perkin és Robinsonnak sikerült elnyernie katedráját Oxfordban. Mintegy húsz munkatársát is magával vitte Londonból; a tényleges kísérletezést többnyire ők végezték. Oxfordban egyik diákja Alexander R. Todd volt, aki 1957-ben Nobel-díjat kapott. Az antociánokon kívül a 30-as években a szterolokat is kutatta és sikerült szintetizálnia a prosztatarák kezelésében is alkalmazott hormont, a dietilsztilbesztrolt.
A második világháború során Robinson kemoterápiás szerekkel, vegyvédelemmel és a penicillinnel foglalkozott. A penicillin szerkezetét illetően vitába keveredett Robert Woodwarddal, aki a szerves kémiai szerkezetkutatásban újdonságnak számító spektroszkópiai adatokkal bebizonyította, hogy Robinson tévedett. 1946-ra sikerült végre meghatároznia a sztrichnin és a nagyon hasonló brucin szerkezetét, ami megadta az apropót a Nobel-díj Bizottságnak, hogy elismerjék életművét és 1947-ben megkapta a kémiai Nobel-díjat. 1955-ben nyugdíjba vonult és elvállalta A Brit Tudományfejlesztési Társaság (British Association for the Advancement of Science) elnöki tisztét és egy igazgatói posztot a Shell Chemical Corporation-nél.

## Díjai
Robert Robinsont 1947-ben kémiai Nobel-díjjal tüntették ki a növényi színanyagok és alkaloidok kutatásért. Ezenkívül elnyerte a Davy-érmet (1930), a Royal Society Royal-érmét (1932), a Copley-érmet (1942), az amerikai Elnöki Szabadság-érmet (1947), az Order of Merit-et (1949), a Priestley-érmet (1953) és a Francia Becsületrend parancsnoki fokozatát. 1939-ben lovagi címet kapott. 1939-41 között ő volt a Royal Society of Chemistry, 1945-50 között pedig a Royal Society elnöke.

## Családja és személyisége
Robert Robinson 1912-ben vette feleségül a szintén vegyész végzettségű Gertrude Maud Walsht, akivel gyakran dolgozott együtt a laboratóriumban. Két gyermekük született, Marion Robinson és a Down-kóros Michael Robinson. Gertrude 1954-ben meghalt és Robinson három évvel később feleségül vette Stearn Hillstromot. Számos hobbija volt, a sakk és hegymászás mellett szívesen kertészkedett és jól zongorázott. Sakkban mesterfokozatot ért el, könyvet írt a stratégiáról és három éven át volt a Brit Sakkszövetség elnöke. Utoljára 1966-ban, 80 évesen mászott meg hegycsúcsot. Öregkorára látása erősen megromlott, majdnem megvakult.
Robert Robinson 1975. február 8-án halt meg 88 éves korában.